# DikuMUD
DikuMUD er et online tekstbaseret multiplayer-rollespil i MUD-genren, som var forløberen til MMORPG-genren.  Spillet blev skrevet i 1990 og 1991 af Sebastian Hammer, Tom Madsen, Katja Nyboe, Michael Seifert og Hans Stærfeldt ved Datalogisk Institut (Københavns Universitet) (DIKU).  Spillet var inspireret af AberMUD, men DikuMUD blev et af de første MUD'er som opnåede udbredt popularitet.  Spillets hack 'n' slash-stil bærer lighed til Dungeons & Dragons.
DikuMUD's kildekode blev udgivet for første gang i 1990 og blev grundlaget for rigtigt mange efterfølgende MUD'er.

## Historie
Skabelsen af DikuMUD blev første gang annonceret på Usenet af Hans Henrik Stærfeldt den 27. marts 1990.  Dengang var Madsen, Hammer og Stærfeldt de eneste udviklere.  I juni 1990 tilsluttede Seifert sig gruppen.  Stærfeldt udmeldte at målet var at skabe en MUD som var mindre rodet end AberMUD, mindre fejlfyldt end LPMud og mere ligesom Dungeons & Dragons.
Den første DikuMUD var i løbende udvikling så tidligt som oktober 1990 og kunne tilgås offentligt på adressen freja.diku.dk:4000 fra den 3. februar 1991.
En anden DikuMUD kunne tilgås på adressen hayes.ims.alaska.edu i januar 1991, og i marts 1991 kunne den første offentlige version af DikuMUD, Diku Gamma, tilgås på adressen beowulf.acc.stolaf.edu. Efterfølgende blev spilserveren på adressen freja.diku.dk:4000 lukket og udviklingen flyttede til adressen alfa.me.chalmers.se.
Andre Diku Gamma MUD'er opstod i marts 1991, først på adressen eris.berkeley.edu, dernæst en flerprocessor-version på adressen sequent.berkeley.edu. Tidligt i april 1991 blev DikuMUD kørt på adskillige servere såsom spam.ua.oz.au, goldman.gnu.ai.mit.edu, bigboy.cis.temple.edu, and elof.iit.edu.
Den sidste officielle udgivelse af DikuMUD var Diku Alfa i juli 1991 og holdet bag DikuMUD ophørte herefter udviklingen med fremkomsten af DikuII, som aldrig blev udgivet til offentligheden, men som stadig kører i dag under navnet Valhalla MUD.

## Softwarelicens
DikuMUD er udgivet under sin egen softwarelicens hvor kildekoden er offentligt tilgængelig uden økonomisk omkostning, enhver kan køre uændret eller ændret DikuMUD-kode uden at skulle betale licensafgift, og hvis man ændrer DikuMUD-koden, må man gerne offentliggøre den ændrede kildekode. Licensen indeholder dog teksten: "You may under no circumstances make profit on *ANY* part of DikuMud in any possible way. You may under no circumstances charge money for distributing any part of dikumud—this includes the usual $5 charge for 'sending the disk' or 'just for the disk' etc."
DikuMUD's softwarelicens lever derfor ikke op til open source-definitionen som givet ved Open Source Definition (OSD) fordi OSD's 6. klausul nævner "No Discrimination Against Fields of Endeavor", altså at kommercielle brugere ikke må ekskluderes. Af samme grund er DikuMUD ikke fri software ifølge The Free Software Definition, da denne definition kræver "Friheden til at køre programmet med et hvilket som helst formål."

## Ophav
I bogen Designing Virtual Worlds skriver forfatteren Richard Bartle, som var medforfatter til den originale MUD, at DikuMUD var én af de "fem kodebaser brugt til (tekstuelle) virtuelle verdener." Bartle beskrev yderligere hvordan DikuMUD gik i den modsatte retning af TinyMUD og LPMud, ved at levere et meget vel-organiseret, hårdkodet spil som virkede "out-of-the-box".
Raph Koster, som var hoveddesigner til spillet Ultima Online og chief creative officer for spillet EverQuest 2, har foreslået at DikuMUD havde sin tids største effekt på skabelsen af virtuelle verdener, da det var det letteste system at sætte op og bruge. Han foreslog yderligere at DikuMUD-ændringer gik hen og påvirkede hvordan mange andre MUD'er udviklede sig, og gav inspiration til spillets indretning i MMORPG'er såsom EverQuest, World of Warcraft og Ultima Online.